# 泉川実穂
泉川 実穂（いずみかわ みほ、1998年11月20日 - ）は、日本の女優、タレントであり、アイドルグループX21の元メンバー。2023年よりいずみかわ みほの芸名で活動している。愛知県出身。HONEST所属。堀越高等学校卒業。父は元バレーボール選手（元全日本主将）の泉川正幸。

## 人物
ドラマ『花より男子』を見て、井上真央演じる「牧野つくし」が好きになり芸能界に興味を持ち始める。小学6年生の時に『ニコラ』のモデルから元気をもらい、本格的に芸能界を目指すようになる。
のちに『全日本国民的美少女コンテスト』第13回（2012年・応募総数10万2564通）のファイナリストで結成された次世代ガールズユニット「X21（エックス21）」のメンバーに選ばれ、2014年3月19日にavex traxからメジャーデビューする。。
中学生時代はバレーボール部所属で筋肉が付いていたため、『全日本国民的美少女コンテスト』の出場者たちを見渡し、自分は明らかに違うと思ったという。
父の影響で洋画好き。仕事で映画監督のパトリック・ヒューズにインタビューしたことがある。ヒュー・ジャックマンが憧れで、ジャックマンに会い一緒に映画をPRできた時はうれしかったという。
2017年4月、X21卒業と同時にオスカープロモーションを退所。暫くフリーランスで活動していたが、2021年ジェイアイプロモーションを経て、2023年HONESTに移籍しいずみかわ みほの名義で活動を開始する。

## 出演

### 配信ドラマ
- 大富豪のバツイチ孫娘（2024年10月1日　テレビ朝日　香港SHORTTV共同制作）主演　星野花音役[4]

### テレビドラマ
- ドクターカー 最終話（2016年6月30日、読売テレビ） - 女子高生 役
- 女たちの特捜最前線（2016年7月21日 - 8月25日、テレビ朝日） - 峰岸千晶 役
- NHK大河ドラマ いだてん〜東京オリムピック噺〜（2019年、NHK） - 宮本恵美子 役
- ウルトラマンタイガ 第9話（2019年8月31日、テレビ東京） - 行方マイコ 役
- レッドアイズ 監視捜査班（2021年1月23日 - 3月27日、日本テレビ） - 阿蘇涼子 役
- 脳科学弁護士 海堂梓 ダウト（2021年4月12日、テレビ東京） - 矢野くる実 役
- 科捜研の女 Season21 第2話（2021年10月28日、テレビ朝日） - 青山美咲 役
- うちのパパ、出張先は宇宙です（2022年3月3日、NHK BS4K） - 早川未来 役
- ５つの歌詩　第3話 「TRUE, BABY TRUE.」-（2022年9月、BS10スターチャンネル )　-田中みどり役
- ウソ婚　第6話（2023年8月16日　フジテレビ系列 カンテレ）-二木谷ホールディングスの社員役
- グレイトギフト（2024年1月18日　テレビ朝日系列）ラウンジキャスト役
- プライベートバンカー（2025年1月19日　テレビ朝日）家政婦役
- 監察医朝顔2025新春スペシャル（2025年1月3日）フジテレビ　警察官役

CM　
- 出光興産TVCM「アポロの光」篇、「このまちの未来」篇（2024年11月）主演
- マリッサリゾートサザンセト周防大島　（2025年1月1日）
- 東京ドームシティ　東京ドームシティ LaQua （2024年5月）主演
- 丸紅 ONE PIECEシリーズTVCM トレインチャンネル「子どもの頃の夢」東映（2022年8月）主演：泉川実穂　声優：田中真弓
- 丸亀製麺 TVCM　トレインチャンネル
  - 「釜揚げうどん篇」（2021年11月）
  - 「うどんに負けない天ぷら篇」（2021年11月）主演
  - ｢熱盛鍋焼きうどん 熱盛うどん弁当」（2022年1月）主演：泉川実穂　仲程カンナ
  - ｢焼きたて肉うどん篇」（2022年4月）
  - 「唯一無二！俺たちの豚汁うどん篇　」（2022年11月）主演TOKIO
- with 「恋はじめます」「恋のツボ」編　WEBCM（2023年3月）主演
- ディズニー英語/英会話学習アプリ-ファンタスピークWEBCM（2024年5月）主演
- 明治ブルガリアフローズンヨーグルトデザート（2024年4月）
- ジャパンホームワンド「壁トーク」篇（2023年）主演
- Universal Studio Japan ワールド・ストリート・フェスティバル「ハロウィーンホラーナイト絶恐 is Baaaack!!!!」（2022年8月）
- 任天堂スイッチ 2021-2022冬 TVCM3　トレインチャンネル（2021年 - 2022年任天堂）
- バイトル 「パートもバイトも」編　TVCM（2017年3月、ディップ）主演
- ソフトバンク光 ヒカル&ヒカリンのヴァーチャルショップ（2020年2月）主演
- JA BANK
  - 「人生をささえる歌」篇　TVCM（2022年4月）松下奈緒　泉川実穂
  - 「人生をささえる歌」静岡CI篇　TVCM（2022年4月）松下奈緒　泉川実穂
- ほっかほっか亭 得天丼　TVCM（2019年4月）主演
- design杉森建設株式会社「エスキューブ」（2021年4月）主演
- 「FiNC」テレビ朝日インフォマーシャル（2020年6月）
- LINEポケットマネー Ver.1（2019年10月）
- LINEポケットマネー Ver.2（2020年2月）主演
- Universal Studio Japan TVCMワールド・ストリート・フェスティバル（2019年4月）
- コカ・コーラ　TVCM「ファンタよくばりミックスヨーグルバナナ驚きのバナナ」編（2019年1月）
- フェイサム ソフトバンク光代理店

### 映画
- 殺さない彼と死なない彼女（2019年11月、角川）
- 思い、思われ、ふり、ふられ（2020年8月、東宝）
- 風の奏の君へ（2024年6月7日、ナカチカピクチャーズ） - 栄美 役[5]
- 1ST KISSファーストキス 　（2025年2月、東宝）

### 舞台
- MOTHER マザー～特攻の母 鳥濱トメ物語～（2017年10月）
- 「1月の蒼穹」冬早えり役（2024年2月　中野BIT)

### テレビ番組
- 全日本国民的美少女コンテスト 第13回（2012年、テレビ朝日系）
- GO!オスカル!X21（2013年4月 - 2016年9月、テレビ朝日）
- COUNT DOWN TV（2014年、TBSテレビ）
- ミュージックステーション（2014年、テレビ朝日） - ネクストブレイクアイドル特集
- ミュージックドラゴン（2014年、日本テレビ系）
- 東京アイドルフェスティバル2014～史上最多!アイドル138組が大集結!!（2014年、フジテレビ系）
- BOMBER-E -Ｐ（プライベート）-ナイト（2014年9月、名古屋テレビ）
- MUSIC JAPAN（2015年、NHK）
- 絶対!知るべきすちゃん（2015年、テレビ東京系）
- NHK高校講座 科学と人間生活（2015年4月16日 - 2016年2月25日、NHK Eテレ）
- ワイドナショー（2016年5月、フジテレビ系） - ワイドナ現役高校生
- 日経ＳＴＯＣＫリーグ2016（2016年、BSテレ東）
- 痛快TV スカッとジャパン 2時間スペシャル（2016年、フジテレビ系）
- オスカル!はなきんリサーチ（2016年10月 - 、テレビ朝日）
- きみだけTV（2016年10月 - 2017年3月、日本海テレビ）
- オスカル!はなきんリサーチ とらのあな まんだらけ K-BOOKS（2016年、テレビ朝日系）
- 魁!ミュージック（2016年、フジテレビ系）
- ライブB♪（2016年、TBS系）
- バズリズム（ゴールデンボンバーささいな怒り座談会）（2016年、日本テレビ系）
- 開運音楽堂【2016大晦日SP!!】（TBS系）

### ウェブ番組
- 泉川実穂「ミホのミてch」（2015年2月、YouTube）
- 生のアイドルが好き 第24回（2015年3月、ドワンゴジェイピー）Juice=Juice、X21（泉川実穂・白鳥羽純・田中珠里）、乃木坂46

### 広告
- JCOMテレビ　東京2020オリンピック（2021年）

### ラジオ
- X21泉川実穂と○○と のんびリラックスラジオ♪（2017年1月10日 - 3月21日、CBCラジオ） - パーソナリティ

### MV
- 千田亜佑翔「タイムリープ」（2020年9月）塩野 瑛久・泉川実穂
- 笠井俊佑「HAPPY BIRTHDAY♪」（2021年9月）泉川実穂・大林素子・スギちゃん
- unicycle dio "Run&Run" (2025年1月）

### DVD
- ヤングチャンピオン PRESENTS トレジャーアイドル2014 VOL.5（2014年）
- X21 FIRST LIVE & DOCUMENT vol.1（2015年3月18日、avex trax）

### 雑誌
- 週刊プレイボーイ（2014年5月26日）
- デジタル週プレBOOK X21「スク水の美少女たち」 週プレ PHOTO BOOK（2014年）
- BOMB（2014年 7月号）
- B.l.t.中部版（2014年 8月号）
- G(グラビア)ザテレビジョン vol.34（2014年）
- ヤングチャンピオン vol.14（2014年）
- ヤングジャンプ No.31（2014年）
- 日系BPムック『日経エンタテインメント! アイドルSpecial 2015夏』p.60 - 61
- CanCam（2016年8月）
- YOUマガジン（VOL.80）（2016年8月）

### 新聞
- スポニチアネックス（2014年）
- サンスポ 気になるあの娘（2022年）
- 日刊ゲンダイ　いずみかわみほインタビュー 世界1位のショートドラマ「大富豪のバツイチ孫娘」で主演（2024年）
- デイリー新潮　“縦写真”だと魅力倍増？「いずみかわみほ」　アクションポーズも（2024年）
- オリコンニュース　いずみかわみほ、初主演ドラマが中国で大バズり “縦型ショートドラマ”は「お芝居の距離感がすごく近い」（2024年）
- 日刊スポーツ　課金制ショートドラマで話題いずみかわみほ（2024年）

## 作品

### シングル
X21
- 明日への卒業（2014年3月、AVCD-48947）
- 恋する夏（2014年6月、AVCD-83002）
- ハッピーアプリ（2014年9月、AVCD-83050）
- Xギフト（2014年12月、AVCD-83151）
- YOU-kIのパレード（2015年9月、AVCD-83368）
- マジカル☆キス（2015年12月、AVCD-83412）
- 約束の丘（2016年3月、AVCD-83497）
- 夏だよ（2016年7月、AVCD-83632）
- 鏡の中のパラレルガール（2016年12月、AVCD-83743）

### アルバム
X21
- 少女X（2015年4月、AVCD-93079）
- Beautiful X（2017年3月、AVCD-93637）

## ライブ・イベント

### 単独ライブ
- X21 ファーストプレミアムLIVE 〜X21!全員集合〜（2014年8月23日、Mt.RAINIER HALL SHIBUYA PLEASURE PLEASURE）
- X21 バレンタインスペシャルLIVE（2015年2月14日、AKIBAカルチャーズ劇場）
- X21 バレンタインスペシャルLIVE（2016年2月11日、Future SEVEN）
- X21 NEXT FUTURE STAGE vol.1〜3（2016年5月4日・6月5日・7月2日、Future SEVEN）
- X21 NEXT FUTURE STAGE 〜Second Season〜 vol.1〜3（2016年10月15日・11月13日・12月11日、原宿クエストホール）

### イベント
- X21 1stイベント（2013年5月26日、スパイラルホール）
- X21 2ndイベント（2013年7月13日、新宿アルタ）
- KAWAii!! NiPPON EXPO 2014（2014年5月10日、幕張メッセ）
- サマーソニック 2014 SIDE-SHOW MESSE（2014年8月17日、幕張メッセ）
- Happy Jam in Osaka vol.15（2014年9月20日、なんでもアリーナ）
- ガールズ音楽祭 at 日比谷野音 2DAYS（2014年11月23日、日比谷野外音楽堂）
- GirlsAward 2014 SPRING/SUMME（2014年4月19日　国立代々木競技場第一体育館）
- 第4回アイドル横丁祭!!（2015年3月1日、新宿BLAZE）
- @JAM EXPO 2015（2015年8月29日、横浜アリーナ）
- SHIZUOKA COLLECTION 2015 Autumn/Winter（2015年9月19日、グランシップ）
- 池袋サンシャインシティ噴水広場リニューアルオープニングイベント（2016年4月29日、サンシャインシティ）
- @JAM×ナタリーEXPO 2016（2016年9月24日・25日、幕張メッセ 国際展示場9〜11ホール）
- @JAM PARTY vol.7（2016年10月9日、AKIBAカルチャーズ劇場）
- TOKYO IDOL FESTIVAL（2013年・2014年・2015年・2016年、お台場・青海特設会場）
- ダークシルク『EMPIRE』プレス発表会
- X21セカンドアルバム「Beautiful X」リリース記念イベント　タワーレコード　渋谷店
- X21定期公演　NEXT FUTURE STAGE ～AKIBA Season～vol.1 ＡＫＩＢＡカルチャーズ劇場